# Bistum Juneau
Das Bistum Juneau (lat.: Dioecesis Junellensis) war eine in den Vereinigten Staaten gelegene römisch-katholische Diözese mit Sitz in Juneau, Alaska.

## Geschichte
Das Bistum Juneau wurde am 23. Juni 1951 durch Papst Pius XII. aus der Teilung des Apostolischen Vikariates Alaska errichtet und in die Provinz Seattle eingegliedert. Am 22. Januar 1966 gab das Bistum Juneau Teile seines Territoriums zur Gründung des Erzbistums Anchorage ab. Das Bistum Juneau war dem Erzbistum Anchorage als Suffraganbistum unterstellt.
Am 19. Mai 2020 vereinigte Papst Franziskus das Bistum Juneau mit dem Erzbistum Anchorage zum Erzbistum Anchorage-Juneau und hob das Bistum Juneau als eigenständige Diözese auf. Der letzte Bischof von Juneau, Andrew Bellisario CM, wurde zum Erzbischof der vereinigten Erzdiözese ernannt.

## Bischöfe von Juneau
- 1951–1968 Robert Dermot O’Flanagan
- 1971–1976 Francis Thomas Hurley, dann Erzbischof von Anchorage
- 1979–1995 Michael Hughes Kenny
- 1996–2007 Michael William Warfel, dann Bischof von Great Falls-Billings
- 2009–2016 Edward James Burns, dann Bischof von Dallas
- 2017–2020 Andrew Bellisario CM